# سرعة التشكيل
سرعة تشكيل المعادن هي معدل التغير في الشكل والأبعاد بالنسبة للزمن المستغرق في إتمام هذا التغير أي معدل التغير النسبي لقطع المعدن في وحدة زمنية معينة

## حساب سرعة التشكيل
يمكن حساب سرعة التشكيل باستخدام المعادلة الآتية:

حيث:

V:سرعة التشكيل

A1:مساحة مقطع الشغلة قبل التشكيل و الواقع عليه الحمل(مم2)

A2:مساحة مقطع الشغلة بعد التشكيل و الواقع عليه الحمل(مم2)

t:الزمن المستغرق في عملية التشكيل (ثانية)

## سرعة التشكيل علي البارد
من المعروف أنه عند تشكيل المعادن تتم العملية باستخدام مكابس مختلفة لكل منها سرعة معينة وفي العادة تتم عمليات القطع والثني بسرعات عالية أما عمليات السحب فتتم بسرعة بطيئة جدا حتي يسهل لجزئيات المعدن أن تنزلق بدون حدوث أي انهيار أو تمزق.

## سرعة التشكيل على الساخن
عمليات التشكيل علي الساخن يستحسن إجراءها بسرعة بطيئة وهذا ما يحدث في عمليات البثق علي الساخن وعمليات السباكة الآلية، ولكن عمليات الحدادة الآلية أي الطرق علي الساخن فتجري بسرعة عالية نظرا لأن حجم المنتجات في هذه الحالة يكون صغيرا ويسهل تبريده عند نقل الكتلة المعدنية من فرن التسخين إلي المكبس، لذلك يحتاج الأمر إلي طرقها وتشكيلها بسرعة عالية حتى لا تفقد حرارتها وتزداد قيمة القوة اللازمة للتشكيل.